# Betwa
Betwa (Vetravati que vol dir "El que duu canyes") és un riu de l'Índia afluent del Yamuna. Neix a les muntanyes Vindhya al nord d'Hoshangabad a Madhya Pradesh (abans principat de Bhopal) i corre en direcció nord-oriental per l'estat passant per Orchha fins Uttar Pradesh. Es troba amb el Yamuna a Hamirpur prop d'Orchha. Té un recorregut d'uns 580 km. Afluents principals: Jamni, Dhasan, Kolahu, Pawan, i Barman.